# Liste des œuvres de Kaikhosru Shapurji Sorabji
Cette liste répertorie l'ensemble des compositions du compositeur britannique Kaikhosru Shapurji Sorabji,.

## Piano seul
- Sept symphonies (n° 0 (1930–31; partie pour piano de la Symphonie II, inachevée, pour piano, grand orchestre, orgue, chœur, et six voix solistes); Tāntrik Symphonie (1938–39); n° 2 (1954), n° 3 (1959–60); n° 4 (1962–64); Symphonia brevis (1973); n° 6 (Symphonia claviensis) (1975–76))
- Six sonates : n° 0 (1917 ; découverte de manière posthume) ; n° 1 (1919) ; n° 2 (1920) ; n° 3 (1922) ; n° 4 (1928–1929) ; n° 5 Opus archimagicum (1934–1935)
- Quatre toccatas numérotées : n° 1 (1928) ; n° 2 (1933–1934) ; n° 3 (considérée comme perdue, elle est retrouvée dans une collection privée) ; n° 4 (1964–1967)
- Quatre ensembles de variations :
  - Variazioni e fuga triplice sopra "Dies irae" per pianoforte (1923–26, 64 variations)
  - Symphonic Variations for Piano (1935–37; 81 variations; en trois livres, dont le premier a été plus tard orchestré. C’est l’œuvre de Sorabji la plus longue, approx. 8–9 heures.)
  - Sequentia cyclica super "Dies irae" ex Missa pro defunctis (1948–49; 27 variations)
  - "Il gallo d’oro" da Rimsky-Korsakov: variazioni frivole con una fuga anarchica, eretica e perversa (1978–79; 53 variations)
- Trois ensembles de fragments aphoristiques:
  - Frammenti aforistici (Sutras) (104) (1962–1964)
  - Frammenti aforistici (20) (1964)
  - Frammenti aforistici (4) (1977)
- Quasi habanera (1917)
- Désir éperdu—Fragment (1917)
- Deux Pièces de Piano (In the Hothouse [1918] et Toccata [1920])
- Fantaisie espagnole (1919)
- Prélude, Interlude, et Fugue pour Piano (1920, 1922)
- Trois Pastiches pour Piano (Pastiches de Chopin, Bizet, et Rimsky-Korsakov) (1922)
- Rapsodie espagnole de Maurice Ravel : transcription du concerto pour piano (première version; 1923)
- Le jardin parfumé: Poème pour Piano Solo (1923)
- Valse-fantaisie pour Piano (1925)
- Fragment: Prélude et Fugue sur FxAxx DAxEx (1926)
- Fragment Written for Harold Rutland (1926, 1928, 1937)
- Nocturne, "Jāmī" (1928)
- Passacaglia (non terminé) (1929)
- Introduction, Passacaglia, Cadenza et Fugue (2004; Alexander Abercrombie a complété la Passacaglia de 1929 non terminée)
- Toccatinetta sopra C.G.F. (1929)
- Opus clavicembalisticum (1929–30)
- Fantasia ispanica (1933)
- Pasticcio capriccioso sopra l’op. 64, no 1 del Chopin (Pastiche de Chopin) (1933)
- Transcription dans l’esprit de la Technique du Clavecin pour le Piano Moderne de la Fantaisie Chromatique de J. S. Bach, Suivi par une Fugue (1940)
- Quaere reliqua hujus materiei inter secretiora (basé sur "Count Magnus" de M. R. James) (1940)
- "Gulistān"—Nocturne pour Piano (influencé par "Golestân" de Saʿdī) (1940)
- St. Bertrand de Comminges: "He was laughing in the tower" (basé sur le "Canon Alberic's Scrap-Book" by M. R. James) (1941)
- Études transcendantes (100) (1940–44) (en quatre volumes) (Elles vont de brèves études de virtuosité à des œuvres de concert développées, comme la n° 75 Passacaglia)
- Rapsodie espagnole de Maurice Ravel: transcription du concerto pour piano (second version; 1945)
- Transcription of the Prelude in E-flat by Bach (1945)
- Concerto da suonare da me solo e senza orchestre, per divertirmi (1946)
- Schluß-Szene aus "Salome" von Richard Strauss—Konzertmäßige Übertragung für Klavier zu zwei Händen (transcription du final de l’opéra Salome de Strauss) (1947)
- Un nido di scatole sopra il nome del grande e buon amico Harold Rutland (1954)
- Passeggiata veneziana sopra la Barcarola di Offenbach (basé sur la Barcarolle des Contes d'Hoffmann [Offenbach]) (1955–56)
- Rosario d’arabeschi (1956)
- Fantasiettina sul nome illustre dell’egregio poeta Christopher Grieve ossia Hugh M’Diarmid (1961)
- Variazione maliziosa e perversa sopra "La morte d’Åse" da Grieg (basé sur " La mort d'Åse" de Peer Gynt [Grieg]) (1974)
- Symphonic Nocturne pour Piano Alone (1977–78)
- Villa Tasca: mezzogiorno siciliano—evocazione nostalgica e memoria tanta cara e preziosa del giardino meraviglioso, splendido, tropicale (1979–80)
- Opus secretum atque necromanticum (1980–81)
- Passeggiata variata sul nome del caro e gentile amico Clive Spencer-Bentley (1981)
- Passeggiata arlecchinesca sopra un frammento di Busoni ("Rondò arlecchinesco") (basé sur le "Rondò Arlecchinesco" [Busoni]) (1981–82)
- Due sutras sul nome dell’amico Alexis (1981, 1984)

## Orgue seul
- Trois symphonies :
  - n° 1 (1924)
  - n° 2 (1929–32)
  - n° 3 (1949–53)

## Carillon seul
- Suggested Bell-Chorale pour St. Luke's Carillon (1961) (St. Luke's Church, Germantown, Philadelphie)

## Musique de chambre
- Deux quintettes avec piano :
  - n° 1 (1919–20)
  - n° 2 (1932–33; une œuvre de 432 pages, probablement la plus longue œuvre de musique de chambre non répétitive jamais écrite)
- Concertino non grosso pour String Sextet with Piano obbligato quasi continuo (1968) (4 violins, viola et cello)
- Il tessuto d'arabeschi (1979) (flûte et quatuor à cordes)
- Fantasiettina atematica (1981) (hautbois, flûte et clarinette)

## Musique vocale

### Mélodies
- The Poplars (1915) (Ducic, traduction Selver) (2 versions)
- Chrysilla (1915) (de Régnier)
- Roses du soir (1915) (Louÿs)
- L’heure exquise (1916) (Verlaine)
- Vocalise pour soprano fioriturata (1916) (2 versions)
- Apparition (1916) (Mallarmé)
- Hymne à Aphrodite (1916) (Tailhade) (2 versions)
- L’étang (1917) (Rollinat)
- I Was Not Sorrowful—Poème pour voix et Piano [Spleen] (entre 1917 et 1919) (Dowson)
- Trois poèmes pour chant et piano (1918, 1919) (Baudelaire et Verlaine)
- Trois fêtes galantes de Verlaine (vers 1919)
- Le mauvais jardinier (1919) (Gilkin) (incomplet)
- Arabesque (1920) (Shamsuʾd-Dīn Ibrāhīm Mīrzā)
- Trois Poèmes du "Gulistān" de Saʿdī (1926) (traduit Toussaint) (2 versions)
- L’irrémédiable (1927) (Baudelaire)
- Mouvement pour voix et Piano (1927, 1931)
- Trois poèmes (1941) (Verlaine et Baudelaire)
- Frammento cantato (1967) (Harold Morland)

### Autres
- Benedizione di San Francesco d’Assisi (1973) (baryton et orgue)
- Music to "The Rider by the Night" (1919) (texte, Robert Nichols), n'existe qu’en partition complète
- Cinque sonetti di Michelagniolo Buonarroti (1923) (baryton et orchestre de chambre)

## Piano et orchestre
Huit concertos
- n° 1 (1915–16)
- n° 2 (1916–17, la partition complète est perdue)
- n° 3 (1918)
- n° 4 (1918)
- n° 5 (1920)
- n° 6 (1922)
- n° 7, Simorg-Anka (1924)
- n° 8 (1927–28)

Autres pièces pour piano et orchestre
- Variations Symphoniques pour piano et orchestre (1935–37, 1953–56; Sorabji a ajouté un "Introitus" pour orchestre seul et a orchestré le premier volume des trois Variations Symphoniques pour piano)
- Opus clavisymphonicum—Concerto pour piano et grand orchestre (1957–59)
- Opusculum clavisymphonicum vel claviorchestrele (1973–75)

## Musique orchestrale
- Symphonie n° 1 pour piano, grand orchestre, chœur et orgue (1921–22) Une seconde symphonie était prévue pour piano, grand orchestre, orgue, chœur et six voix solistes ; seule la partie de piano (écrite en 1930–31) est achevée, mais il est, en nombre de pages, plus long que l’Opus clavicembalisticum[5] et semble être une œuvre achevée[6].
- Symphonie n° 2, Jāmī, pour grand orchestre, chœur sans paroles et baryton soliste (1942–51)
- Chaleur—Poème (1916–17)
- Opusculum, pour orchestre (1923)
- Messa grande sinfonica (Symphonic High Mass) (8 solistes, 2 chœurs et orchestre) (1955–61)

## Dernières œuvres
- Transcription of "In a Summer Garden" (1914, transcription pour piano de la pièce de Delius du même nom)
- Vocalise no 2 (1916)
- Medea (1916)
- The Reiterated Chord (1916)
- Black Mass (1922)
- Music pour "Faust" (vers 1930)
- The Line (1932)
- Toccata no 3 (1937?–38?)
- Le agonie (1951)